# Paramormia longipennis
Paramormia longipennis är en tvåvingeart som först beskrevs av Krek 1972.  Paramormia longipennis ingår i släktet Paramormia och familjen fjärilsmyggor. Inga underarter finns listade i Catalogue of Life.